# ФедералПресс
«ФедералПресс» — межрегиональный медиахолдинг. Редакции холдинга расположены в восьми федеральных округах России. Центральный офис находится в Москве. Входит в двадцатку медиахолдингов по версии Яндекс.
Аудитория — федеральные и региональные структуры государственного управления, руководители высшего и среднего звена, эксперты из 8 федеральных округов ежемесячно.

## Общее описание

### История РИА «ФедералПресс»
Компания создана в 2007 году на базе Российского информационного агентства «ФедералПресс», канала «УралПолит. Ru» и газеты «Итоги Недели» для объединения активов в сфере медиа, принадлежащих Ивану Ерёмину. Название происходит от имени флагманского СМИ холдинга — РИА «ФедералПресс».

### Проекты «ФедералПресс»
- В 2002 году был основан первый на Урале экспертный канал УралПолит.ру. В редакции работали многие известные журналисты, такие как Дмитрий Колезев[5]. Часть коллектива затем стала основой для агентства, появившегося позже — Ура.ру[6].
- В 2004 году основан Институт стратегических коммуникаций и социальных проектов, специализирующийся на исследованиях.
- В 2007 году 12 февраля был зарегистрирован домен Российского информационного агентства «ФедералПресс» fedpress.ru.
- В 2012 году запущен в производство журнал для бизнеса и власти «ФедералПресс», выходящий ежеквартально тиражом 6000 экземпляров.
- В 2013 году основан интернет-журнал Global City.

### Редакция
Центральная редакция «ФедералПресс» находится в Москве. Представительства холдинга открыты в Москве, Сибирском, Приволжском, Южном, Северо-Кавказском и Дальневосточном федеральных округах.
Медиахолдинг «ФедералПресс» включает в себя Экспертный канал «ФедералПресс», Рейтинговый центр «ФедералПресс», Общественно-политический журнал «ФедералПресс» и Продакшн-студию «ФедералПресс». 

## Руководство
Основателем компании является Иван Ерёмин, с 2024 года генеральным директором «ФедералПресс» назначена Надежда Плотникова.
В мае 2020 года основатель медиахолдинга «ФедералПресс» стал собственником газеты Ведомости. Но активы не были объединены.

## Критика
В августе 2022 года издание Meduza опубликовало материал о подготовке администрацией президента РФ методичек для провластных СМИ и политиков, где рекомендуют проводить параллели между войной с Украиной, крещением Руси и Невской битвой. К моменту выхода статьи на пользовании темником были пойманы сразу несколько провластных СМИ, включая ФедералПресс.